# Softcore Jukebox
Softcore Jukebox este o compilație mix a formației de muzică electronică Ladytron. Compilația conține 18 piese alese de Ladytron, printre care și două piese de-ale lor: o versiune remixată a single-ului "Blue Jeans", redenumită "Blue Jeans 2.0" și un cover după "Oops Oh My" după Tweet.
Pentru coperta albumului s-au inspirat după Country Life a celor de la Roxy Music. Pe copertă apar Helen Marnie și Mira Aroyo de la Ladytron.

## Conținut[1]
1. "Soon" – My Bloody Valentine
2. "Hit the North, Part 1" – The Fall
3. "What's a Girl to Do" – Cristina
4. "Peng" – Dondolo
5. "The 15th" – Wire
6. "Blue Jeans 2.0" – Ladytron
7. "Saviour Piece" – Snap Ant
8. "Big" – New Fast Automatic Daffodils
9. "Feel Good Hit of the Fall" – !!!
10. "Teenage Daughter" – Fat Truckers
11. "Hey Mami (Sharaz Mix)" – Fannypack
12. "Manila (Headman Remix)" – Seelenluft
13. "You Got the Love" – The Source și Candi Staton
14. "Crazy Girls" – Codec and Flexor
15. "Oops Oh My" – Ladytron
16. "Send Me a Postcard" – Shocking Blue
17. "Twins" – Pop Levi
18. "Some Velvet Morning" – Lee Hazlewood și Nancy Sinatra